# 蜀語
蜀语，又称为巴蜀语、蜀方言，是西汉至元代流行于巴蜀地区（現中国四川省及重庆市一带）的主要语言，是古汉语的分支之一。由于明初与清初的两次“湖广填四川”大移民运动使巴蜀地区的人口构成发生巨变，蜀语最终和各地移民方言融合演变，发展成为了现今的四川话。四川话中继承和保留了部分蜀语的词汇和音韵特征，蜀语是四川话形成的重要基础之一。
在现存语言中，岷江方言与蜀语关系最为密切，保存了最多的蜀语特征，是中古蜀语在现代残存的孑遗。部分学者认为岷江方言是由蜀语直接发展而成。这是由于在元末明初和明末清初的战乱中，四川各地受到的破坏程度相差很大，川东、川北地区受战乱影响严重，而今岷江方言分布的川西南等区域，却受影响十分轻微。当时还有大量川东、川北的四川土著居民，前往川西南地区躲避战乱。因而，川西南地区存留的四川土著居民人数为全川之冠，可能较移民仍占优势。但由于中国政府的推广普通话政策，巴蜀语在现代唯一的孑遗也正面临灭绝的危机。

## 特征

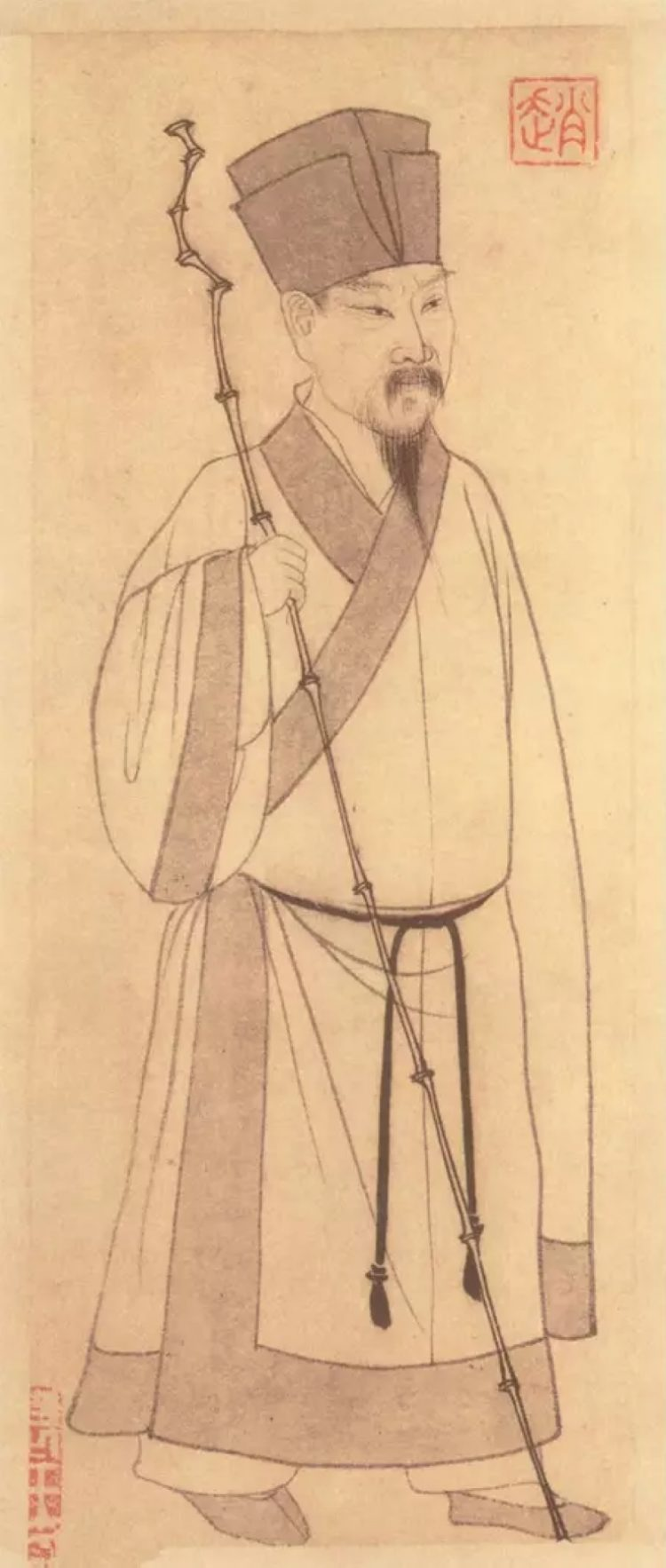
苏轼等四川文人的诗词用韵都体现出了蜀语的部分独有特征

蜀语形成于西汉时期，由中原华夏语与原始巴蜀语言融合而成，最初被称为“梁益方言”，与秦晋方言较为相近。但由于四川盆地较为封闭内向的自然条件，至宋代四川便已经发展成为一个独立的语言区，与四川地区以外的语言较难沟通。宋代范成大旅居蜀地时在《石湖诗集》卷十七《丙申元日安福寺礼塔》诗注中有如下记载：“蜀人乡音极难解，其为京洛音，輒谓之‘虏语’。或是僭伪时以中国自居，循习至今不改也，既又讳之，改作‘鲁语’。”从中可以看出巴蜀与中原语音完全两异。
有学者通过对包括苏轼、苏辙、苏洵在内的宋代四川文人的诗词用韵以及相关历史文献进行分析后，总结出了宋代蜀语可能拥有的多条特征，其中很多都可在今四川话（特别是岷江方言）中找到痕迹。还有学者指出，由于与闽语有相似的形成过程，宋代巴蜀语可能与宋代闽语较为相似。

## 四川话保留的蜀语音韵特点

### 歌豪通押
歌豪同韵，即部分果摄字与效摄字相押，是宋代蜀语的特征之一。这一特征宋代仅见于福建与四川方音，但四川的情况与福建在字类上并不相同，四川效摄一二三四各等字均能与果摄相押，而福建效摄二等肴韵不能与果摄相押。当代四川岷江流域多处方言果摄拥有读au与效摄相同的层次，如眉山话、崇州话、邛崃话、松潘话等。有学者认为当代四川方言果摄读au韵母的层次与宋代四川方音对应的可能性相当大。
以松潘镇江关乡方言为例，果摄一等帮组多读au，端系读多读au或o，见系多读au、u或o。松潘镇江关乡方言读果摄读au（同效摄）的部分例字如下表所示：
| 帮组         | 端系         | 见系         |
| ------------ | ------------ | ------------ |
| 磨波簸播玻婆 | 左拖搓座摞骡 | 哥歌戈个科课 |

与部分果摄字读同效摄au韵母的情况对应，岷江方言中眉山话、丹棱话等方言效摄部分字也有与果摄韵母相同的层次（考烤kʰɤ）。

### 歌鱼通押
宋代四川文人有少量果摄牙喉音字通押遇摄，苏轼、苏辙诗词中出现了“过”字押“富五”、“柯”字押“蒲”的例子。当代四川岷江方言普遍存在部分果摄字高化可以与遇摄韵母相押的情况，例如眉山、丹棱、彭山、都江堰河西、崇州、剑阁金仙、松潘镇江关等地“过”字均读ku，可以与遇摄相押。

### 鱼尤通押
鱼尤通押，即除唇音之外的流摄字与遇摄字通押，是宋代四川方言的特点之一。宋代四川流摄字可能有向遇摄靠拢的趋势，而其中又以流摄细音字较多，例如宋代四川文人将“友”字多次押入鱼模，可能其实际读音为iu。其读音也可能为iəu，其中ə从音理上来看容易弱化，读音可能近似iu。当代四川方言中，剑阁金仙话等方言流摄细音字韵母为iʉ（如：友iʉ），可以与遇摄字相押。同时四川还有剑阁、南部、南充西路、西充、眉山等多地将流摄牙喉音洪音字读入细音（口kʰiəu、沟kiəu、后ɕiəu），也可能与遇摄近似相押。

### 麻皆通押
宋代蜀语有家麻部与皆来部通押的现象。该现象共分两种情况：
一是家麻部“下马价夸也”等字押入皆来。具体说来即是宋代蜀语部分家麻韵字中含有[-i]韵尾。这种现象在今四川岷江话中普遍存在，在这些方言中麻三等字章组韵母为ei或ai，精影组韵母为i或iai。有学者认为这一现象可上溯至汉代，很可能是中古蜀语在现代的孑遗。四川都江堰河西、崇州、蒲江等地“也”字读iai，都江堰河西、崇州、彭山、眉山、丹棱、夹江等地“者蔗”等字韵母为ai，均可押入皆来。
二是皆来部押入家麻部。即宋代蜀语部分皆来部字的[-i]韵尾正在消失，可能与现代苏州话、双峰话类似。当代四川邛崃、乐山三江汇区域苏稽镇等地有此现象（如：介tɕia、乖kua、块kʰua）。

### 支鱼通押
宋代蜀语有支微部与鱼模部通押的现象。该现象共分两种情况：
一是部分鱼模部字押入支微部，即鱼入支微。宋代四川文人将“去句路女遇珠诸”等鱼模部字押入支微部，如将“去”字与“四字”相押。与蜀语可能有密切关系的唐五代西北方言中也有类似的情况出现，如汉藏对音中有“与”读yi、“去”读kʰi/kʰe、“居”读ki。当代四川方言中“去锯与屡鼠暑絮”等鱼模部字普遍存在与支微部相同的读音（或白读），如下表所示：
| 例字 | 今四川读音（白读）     | 分布                                                                                                   |
| ---- | ---------------------- | --- |
| 及   | tɕʰi、tɕʰie、tɕi、tɕie | tɕʰi：汉源、名山、隆昌等；tɕʰie：成都、新津、泸州等；tɕi：眉山、彭山等；tɕie：青神、都江堰河西、崇州等 |
| 锯   | ki、ke                 | ki：乐山、峨眉山、夹江等；ke：成都、汉源、合江等                                                       |
| 与   | i                      | 邛崃、威远等                                                                                           |
| 屡   | nuei、luei             | 成都、都江堰河西、崇州、乐山、汉源、泸州、苍溪唤马等                                                   |
| 鼠   | suei                   | 崇州、大邑、邛崃、新津、蒲江、荥经、乐山等                                                             |
| 暑   | suei                   | 邛崃、荥经等                                                                                           |
| 黍   | suei                   | 荥经等                                                                                                 |
| 絮   | suei                   | 成都、眉山、青神、邛崃、石棉、自贡、泸州等                                                             |

二是部分支微部字押入鱼模部，即支微入鱼，宋代四川文人将部分止摄字（如“子死似兹事知里几起随水”等字）押入鱼模部，以开口齿音字为主。今四川方言普遍存在支微入鱼的现象，如成都、峨眉等地“虽遂穗慰蔚砌髓玺”等字韵母为y。

### “关、上”押家麻
“关、上”两字杂押入阴声韵家麻，此种通押在宋代四川诗人的诗韵亦有出现。从音理上讲，个别阳声韵字押入阴声韵应当是反映了它们鼻尾弱化或消失。如“关”等字，在乐山、峨眉、眉山、阆中、天全等地韵母均为鼻化韵[ã]；而“上”字在荣县、屏山县等地韵母为半鼻音[aⁿ]，在松潘等地韵母为鼻化韵[ã]。这些读音均可以与家麻韵形成音近通押。

### “亩”押东钟
阴声韵字“亩”押东钟部，在宋代四川诗人诗韵中也有出现。“亩”字是流摄明母字，现代四川话中，普遍存在着流摄部分字读为鼻韵尾的现象，如“某”、“茂”、“亩”、“谋”、“贸”等字在几乎全川（包括成都、重庆、乐山、自贡等地）方言中韵母都为[oŋ]，仅声调不同。

### 东钟与江阳通押
宋代四川文人有东钟部与江阳部通押的现象，例如苏轼多次将东钟与江阳部字通押，例如将“宫”与“乡”、“江邦降”与“忠通宫”相押。当代四川方言中，眉山话等方言中东钟部“红宏鸿”等字有xuaŋ的白读，可与江阳部字相押。

### 阳声韵不同韵尾通押
不同韵尾的阳声韵之间的通押，阳声韵尾的[m]尾并入[n]尾，这个语音特征在宋代通语中不见，只见于四川等地。但明代官话中也发生了侵寻并入真文、监廉并入寒先的音变，致使官話中[m]韵尾全面消失。目前尚无法判断四川话中这一特征是来自巴蜀语还是明代官话。

## 词汇
蜀语拥有大量特有词汇，如“百丈”（牵船绳）、“溉”（江边道路）、“块”（坟墓）、“秃”（砍）等，其中部分仍然存留于今天的四川话中。将文献中记录的上古、中古时期巴蜀语特有词在现今四川话中的存留情况进行统计，可以看出上古文献中收录的巴蜀语特有词汇约有一成保留于今四川话中，同时中古文献中收录的巴蜀语特有词汇则有较为可观的三成得到保留，包括“坝”（平地）、 “偏涷雨”（夏日暴雨）、“波”（老人）、“腊子鱼”（鲟鱼）在内的众多词汇仍在现今四川话中使用。